# 第二水俁病
第二水俣病是1965年確認的四大公害病之一。因與熊本縣的水俣病症狀相同，而得此名。因發生在新潟縣阿賀野川下流，因此又名「新潟水俣病」及「阿賀野川有機水銀中毒」。

## 相關事件

### 日本
水俁病早在1956年已經在日本水俁市爆發，但由於水俁當地的窒素公司刻意封鎖消息，使得事件鮮為人所了解。1966年日本本州新潟的大學中，一位教授向醫學院學生介紹水俁病的病史，說明甲基汞會破壞人體的神經系統，腦部迅速受損，終至死亡。一位學生突然舉手發問，“這個我看過，我們醫院裏有！”後來確認是新潟市再度爆發水俁病。這次的禍首是新潟郊外阿賀野川上游有一家昭和電工株式會社，史稱「第二次水俁病」。
昭和電工企圖同水俁市的窒素公司一樣逃避責任，但新潟市民對昭和公司不負責任的態度極為不滿，展開激烈的示威抗爭。1967年新潟市民正式向法院提出控訴。纏訟數年之後，1971年法院終於做成判決，昭和公司敗訴，要負賠償責任。1973年，法院又判決窒素公司必須立即付出3200萬美元賠償水俁市民。

## 相關詞彙
- 水俁病
- 水俁市
- 汞中毒
- 伊拉克麦粒汞中毒事件